# Batalha de Vagabanta
A Batalha de Vagabanta ou Bagauna foi travada em 371 perto do assentamento de Bagauna, no distrito de Bagrauandena, na Grande Armênia, entre uma força conjunta armeno-romana e um exército sassânida, com os romanos e armênios emergindo vitoriosos. Foi registrada pelo historiador romano Amiano Marcelino, bem como pelo historiador armênio Fausto, o Bizantino.
O historiador armênio Moisés de Corene e vários historiadores armênios posteriores que o seguiram colocam a batalha em um campo chamado Zirave, e assim a batalha é chamada de Batalha de Zirave em algumas fontes armênias. Na visão dos historiadores Hakob Manandian e Nina Garsoïan, este é um erro de Moisés ou uma confusão da Batalha de Vagabanta com a batalha em Ganzaca descrita no próximo capítulo da história de Fausto.

## Contexto
Após o Paz de Nísibis de 363 selada pelo Império Romano e o Império Sassânida, pela qual os romanos deixariam de intervir nos assuntos armênios, a Armênia foi deixada à mercê do xainxá Sapor II (r. 309–379), que em 367/68 aprisionou o rei Ársaces II (r. 350–368) e se esforçou para consolidar o domínio persa no país. Em 369, o imperador Valente (r. 363–378) permitiu que Papa, filho de Ársaces II, retornasse à Armênia acompanhado pelo general Terêncio. No entanto, Papa foi logo expulso da Armênia pelos exércitos de Sapor e forçado a se esconder em Lázica. Enquanto Papa estava escondido, Sapor o contatou e o persuadiu a mudar sua lealdade à Pérsia, mas essa tentativa de reaproximação foi abortada quando o general de Valente, Arinteu, chegou e restaurou Papa ao trono armênio pela segunda vez.
Sapor ficou furioso com esse movimento, mas não considerou que a paz com os romanos fosse nula até o inverno de 370. Sapor reuniu um exército, que, de acordo com Fausto, incluía as forças de seu aliado, o rei Urnair da Albânia, e invadiu a Armênia na primavera de 371. Valente enviou um grande exército para a Armênia sob o comando dos generais Trajano e Vadomário, mas com ordens de se envolver apenas em ações defensivas, na esperança de manter a paz com a Pérsia. Os armênios também reuniram seu exército sob o comando do asparapetes (comandante-em-chefe) Musel I e se encontraram com os romanos perto do assentamento de Bagauna, no distrito de Bagrauandena, no sopé do monte Nifates, perto da nascente do rio Arsânias. Fausto dá o número do exército armênio como 90 mil.

## Batalha
O exército combinado armeno-romano encontrou a força invasora sassânida perto de Bagauna. De acordo com Amiano Marcelino (29.1.3), os romanos inicialmente se retiraram para evitar o combate, mas acabaram sendo forçados a responder aos ataques da cavalaria sassânida e obtiveram uma vitória decisiva na batalha subsequente, infligindo pesadas baixas aos persas. Fausto dá crédito considerável pela vitória ao asparapetes Musel. Fausto também conta como Urnair pediu a Sapor para deixar seu contingente enfrentar a força armênia, e como Musel se envolveu num combate individual com Urnair e feriu o rei albanês, mas permitiu que escapasse com vida. Isso pode indicar que a batalha ocorreu de forma semelhante a outras batalhas onde os romanos e seus aliados enfrentaram os persas e seus aliados, com os romanos enfrentando os persas e os aliados lutando entre si. Segundo Fausto, Papa não participou da batalha e observou do Nifates junto com o patriarca Narses I, o Grande a pedido dos generais romanos.

## Rescaldo
Amiano (29.1.4) escreve que vários outros combates foram travados após a vitória armeno-romana em Bagauna, com resultados variados. Fausto conta sobre outra grande batalha em Ganzaca no Azerbaijão, onde os armênios e romanos derrotaram os persas novamente, desta vez com Sapor liderando em pessoa. Após essas batalhas, Sapor enviou emissários e uma trégua foi acordada. Sapor então retornou a Ctesifonte e Valente a Antioquia, com a Armênia efetivamente sob a suserania romana. A trégua duraria sete anos. Como resultado dessas vitórias, Musel teria reconquistado muitos territórios armênios perdidos e forçado os nobres que se revoltaram contra a monarquia arsácida a se submeterem à autoridade de Papa.[a]